# Réforme du baccalauréat général et technologique et réforme du lycée
Pour les articles homonymes, voir Réforme du baccalauréat et Réforme du lycée.
Lire en ligne

Décret no 2018-614 du 16 juillet 2018 modifiant les dispositions du code de l'éducation relatives aux enseignements conduisant au baccalauréat général et aux formations technologiques conduisant au baccalauréat technologique

En France, sous la présidence d'Emmanuel Macron, la réforme du baccalauréat général et technologique et du lycée est une réforme proposée en 2018 par l'ancien ministre de l'Éducation nationale français Jean-Michel Blanquer sous le gouvernement d'Édouard Philippe. Elle a pour ambition de supprimer les trois filières du baccalauréat général (L, ES, S) afin de favoriser un système de spécialités, et rencontre une certaine opposition mêlée à la mise en place du système d'orientation post-bac Parcoursup.

## Histoire
La réforme du baccalauréat général et technologique et du lycée vient transformer un système mis en place en 1993. Selon la journaliste Soazig Le Nevé, à cette époque, la réforme était destinée à contrer une hiérarchisation des disciplines scolaires ; au lieu d'une multiplicité de séries — créées en 1968 —, elle avait mis en place dans la filière générale trois séries distinctes : scientifique (S), littéraire (L), économie et sociale (ES), mais l'objectif initial n'avait pas été rempli et la hiérarchisation s'était accentuée. Les séries littéraires sont moins plébiscitées et les séries scientifiques connaissent notamment une forte valorisation, au détriment des autres. Or, l'accès au baccalauréat général subit à cette époque une moindre croissance, avec même un taux de passage en classe de seconde décroissant entre 1993 et 1998. Dans le même temps, au fil des années, entre 1994 et 2018, les voies technologiques et professionnelles accueillent un nombre de lycéens en forte croissance — globalement environ 50 % des bacheliers de 2018, contre environ 23 % en 1994. Les objectifs de rééquilibrage ne sont donc pas atteints, et la série S devient même plus socialement « élitiste » que les précédentes auxquelles elle correspond (séries C, D, D' et E), du fait de choix dans la société plus généralement. Selon la même journaliste, la réforme de 2021 vise à contrer à nouveau ce phénomène de hiérarchisation entre certains cursus.

## Chronologie
La réforme du baccalauréat général et technologique avait été un engagement du candidat Emmanuel Macron lors de sa campagne pour l'élection présidentielle française de 2017.
Dans son discours de politique générale du 4 juillet 2017, le Premier ministre Édouard Philippe a précisé que la première session de ce nouveau baccalauréat interviendrait dès 2021.
Le 24 janvier 2018, Pierre Mathiot, missionné pour imaginer un baccalauréat renouvelé, remet au ministre son rapport « Un nouveau baccalauréat pour construire le lycée des possibles ».
Les décrets et arrêtés sont signés le 16 juillet 2018,,,,.

## Contexte
En 2017, la part des bacheliers dans une génération atteint 78,9 %, avec 641 688 bacheliers admis en 2017 (soit 87,9 % des candidats). Dans leurs études supérieures à l'université, 10 % des étudiants échouent en licence quand 25 % se réorientent (2013).

## Changements

### L'essentiel de la réforme
La réforme du ministère de l'Éducation nationale français consiste à supprimer les séries générales — économie et social (ES), littéraire (L), scientifique (S) —, abandonnées en faveur d'un système articulant disciplines communes (obligatoires) et disciplines d'enseignement de spécialité (trois au choix en première, deux en terminale au choix parmi celles déjà pratiquées en première). De plus, certains enseignements qui faisaient jusque-là partie du « tronc commun » des enseignements le quittent, tel l'enseignement des mathématiques qui devient une spécialité.
Ces enseignements de spécialité sont :
- arts ;
- mathématiques ;
- biologie et écologie (dispensé uniquement dans les lycées d'enseignement général et technologique agricole) ;
- numérique et sciences informatiques ;
- histoire-géographie, géopolitique et sciences politiques ;
- physique-chimie ;
- humanités, littérature et philosophie ;
- sciences de la vie et de la terre ;
- langues vivantes, littérature et cultures étrangères ;
- sciences économiques et sociales ;
- littérature, langues et cultures de l'Antiquité ;
- sciences de l'ingénieur ;
- éducation physique, pratiques et cultures sportives, à partir de la rentrée 2021[11].

Tous ces enseignements de spécialité ne sont pas proposés dans chacun des lycées de France.
D'après l'historienne et essayiste Laurence De Cock, la réforme a introduit de nouvelles inégalités : « Du fait des contraintes budgétaires, les lycées n’ont pas été dotés de la même offre. Sur les douze enseignements de spécialité, sept sont obligatoires et chaque établissement doit les proposer. Mais certains n’offrent que ceux-là — à l’image du lycée François-Rabelais, dans la partie populaire du 18e arrondissement de Paris ou du lycée Le Verrier à Saint-Lô — quand d’autres présentent une plus large palette avec, par exemple, les options sciences de l’ingénieur ou numérique et sciences informatiques, recommandées pour s’inscrire dans certaines formations supérieures ».
Ces enseignements de spécialité représentent un volume horaire hebdomadaire de 4 heures par enseignement en première, et de 6 heures par enseignement en terminale.
A côté de ces enseignements, la réforme propose des options que les élèves peuvent choisir en première et en terminale. En classe de première, ce sont soit : langue vivante C, arts (différent de l'enseignement de spécialité), éducation physique et sportive, langues et cultures de l'Antiquité. En classe de terminale, ces options sont : mathématiques expertes (seulement pour les élèves ayant pris l'enseignement de spécialité mathématiques), mathématiques complémentaires, droit et grands enjeux du monde contemporain.

#### Autres changements importants
Les changements les plus importants sont donc :
- la réduction des épreuves finales en classe de terminale au nombre de 4 (écrit de philosophie, un grand oral, et 2 épreuves écrites des spécialités), les examens des autres disciplines devenant un contrôle continu (en classe de première, pas de changement : épreuve anticipée écrite et orale de français) ;
- les 2 épreuves de spécialités en terminale auront lieu au retour des vacances de printemps (pas de changement pour les épreuves communes : les épreuves de français en première, de philosophie en terminale, et l'oral se dérouleront en juin) ;
- l'introduction d'un nouvel oral d'une durée de 20 minutes devant un jury de trois personnes ;
- l'écrit de philosophie et l'oral sont préparés au long des années de première et terminale (cycle terminal) ;
- le contrôle continu sera composé d'épreuves communes organisées pendant le cycle terminal, et compte pour une grande partie de la note finale (40 %) ;
- les bulletins scolaires seront pris en compte pour une part de la note finale (10 %) ;
- la liberté laissée aux établissements quant à l'organisation du calendrier des épreuves communes du contrôle continu : elles pourront avoir lieu en janvier et avril de l'année de première, en décembre de l'année de terminale. Les sujets sont choisis par l'établissement de l'élève parmi une « banque nationale numérique de sujets ». Les copies anonymisées seront corrigées par d'autres professeurs que ceux de l'élève.

|                                                     | Discipline(s) | Coefficient(s)         |
| --------------------------------------------------- | --- | ---------------------- |
| Épreuves anticipées                                 | Français (écrit) | 5                      |
| Épreuves anticipées                                 | Français (oral) | 5                      |
| Épreuves finales                                    | Philosophie | 8                      |
| Épreuves finales                                    | Épreuve orale terminale | 10                     |
| Épreuves finales                                    | Épreuves de spécialité (deux au choix du candidat) | 32 (16 par spécialité) |
| Contrôle continu                                    | moyenne des notes obtenues lors des épreuves communes de contrôle continu des enseignements suivants : - Histoire-géographie - Langue vivante A - Langue vivante B - Enseignement scientifique - Éducation physique et sportive - Enseignement de spécialité choisi par le candidat ne donnant pas lieu à une épreuve terminale | 30                     |
| Évaluation des résultats au cours du cycle terminal | moyenne de l'évaluation des résultats de l'élève au cours du cycle terminal pour les enseignements suivants - Français - Philosophie - Histoire-géographie - Enseignement moral et civique - Langue vivante A - Langue vivante B - Enseignement scientifique - Éducation physique et sportive - Enseignement optionnel (un au choix du candidat, suivi en classe de première et en classe de terminale) - Enseignement optionnel (un au choix du candidat, suivi en classe de terminale) | 10                     |

## Réforme de la maquette scolaire du lycée

### Le cycle terminal (classes de première et terminale)
En classes de première et terminale, le volume d'heures de cours hebdomadaire est respectivement de 28 h et 27 h 30, auxquels il faut ajouter les 1 h 30 d'orientation et les enseignements facultatifs.
Voici les tableaux des volumes horaires :
- Disciplines communes :

```
                                                              Première                          Terminale
Français                                                        4 h                                   –
Philosophie                                                      –                                   4 h
Histoire-géographie                                             3 h                                  3 h
Enseignement moral et civique (EMC)                             0 h 30                               0 h 30
Langue vivante A et langue vivante B                            4 h 30                               4 h
Éducation physique et sportive (EPS)                            2 h                                  2 h
Enseignement scientifique                                       2 h                                  2 h
                                                         
Total 16 h                              15 h 30
```

- Disciplines de spécialité :

```
                                                              Première                          Terminale     
                                                       
3 disciplines au choix       2 disciplines parmi les 3 suivies en première
             
Arts                                                            4 h                                     6 h
Histoire-géographie, géopolitique et sciences politiques        4 h                                     6 h
Humanités, littérature et philosophie                           4 h                                     6 h
Littérature et langues et cultures de l'Antiquité               4 h                                     6 h
Langues, littératures et cultures étrangères (LLCE)             4 h                                     6 h
Mathématiques                                                   4 h                                     6 h
Numérique et sciences informatiques                             4 h                                     6 h

Sciences de la vie et de la Terre
 (SVT)                         4 h                                     6 h

Sciences de l'ingénieur
 (SI)                                    4 h                                     6 h

Sciences économiques et sociales
 (SES)                          4 h                                     6 h

Physique-chimie
                                                 4 h                                     6 h
Éducation physique, pratiques et cultures sportives             4 h                                     6 h
                                                         
Total 12 h                                    12 h
```

- Orientation (obligatoire) :

```
                                                              Première                             Terminale
Orientation                                                    1 h 30                                  1 h 30
```

- Enseignements optionnels[15] :

```
                                                              Première                          Terminale
                                                       
Maximum 1 enseignement
            
Maximum 1 enseignement
              
Arts                                                            3 h                                  3 h
Agronomie-économie-territoires                                  3 h                                  3 h                           
Langues et cultures de l'Antiquité (grec ou latin)              3 h                                  3 h
Éducation physique et sportive (EPS)                            3 h                                  3 h
Hippologie et équitation                                        3 h                                  3 h                         
Langue vivante C                                                3 h                                  3 h
Pratiques sociales et culturelles                               3 h                                  3 h                      
```

- Enseignements optionnels de terminale :

```
                                                                                      
Choix possible d'un second
  

Mathématiques expertes*                                          –                                      3 h
Mathématiques complémentaires**                                  –                                      3 h
Droit et grands enjeux du monde contemporain                     –                                      3 h
                                                             
Total 3 h                             Jusqu'à 6 h
```

* Uniquement destiné aux élèves ayant poursuivi la spécialité Mathématiques en terminale.
** Uniquement destiné aux élèves ayant choisi la spécialité Mathématiques en première et l'ayant abandonnée en terminale.

## Opposition à la réforme et manifestations

### Oppositions et mouvements de contestation
Des syndicats enseignants, étudiants et lycéens, tels que Snesup-FSU, l'UNEF, l'UNL-SD, l'UNL, la FIDL le SGL, FO, la CGT et SUD, s'opposent au projet de loi. Cette opposition est rejointe par une fédération de parents d'élèves majeure, la FCPE,.
En février 2018, des lycéens et des étudiants organisent des manifestations dans plusieurs villes de France,. On occupe des campus, notamment Nanterre et la Sorbonne, le mouvement protestant également contre le nouveau mode d'accès à l'université (Parcoursup). Le recteur de l'académie de Paris demande l'intervention de la police.
L'occupation de la Sorbonne a été mise en place à la suite de l'annonce du président Macron qu'« il y a très peu d’universités qui sont occupées ». L'occupation a été aussi la conséquence du blocage du site par les CRS.
Le 12 avril, les établissements Toulouse II - Jean-Jaurès (Toulouse), Montpellier III - Paul-Valéry (Montpellier), Rennes-II et Paris-VIII sont occupés.
À partir de la rentrée 2018, un mouvement de contestation intervient contre la réforme du lycée et du baccalauréat, la loi pour « une école de la confiance ». Le mouvement a au début une tournure classique, s’organisant autour des syndicats enseignants et lycéens, mais, sur le modèle du mouvement des Gilets jaunes, des enseignants mènent ensuite des actions sous l'appellation des « Stylos rouges ». Lors des épreuves du baccalauréat de 2019, pour la première fois depuis la création du baccalauréat, des enseignants convoqués pour assurer la surveillance des épreuves se mettent en grève. Les rectorats sont donc obligés de faire appel à des étudiants, des contractuels ou du personnel administratif pour assurer le bon déroulement des épreuves. Ne recevant pas de proposition de discussion, une partie des enseignants correcteurs du baccalauréat décident alors de ne pas saisir les notes dans le logiciel de remontée au niveau national. La veille des résultats du baccalauréat, environ 80 000 copies manquent selon le secrétaire d'État auprès du ministre de l’Éducation nationale, entraînant des dysfonctionnements dans les jurys. Afin que tous les élèves puissent avoir leurs résultats le 5 juillet, Jean-Michel Blanquer demande que les notes du contrôle continu issues du livret scolaire soient utilisées pour attribuer les notes manquantes.
La mobilisation reprend en décembre 2018. Plus de 450 établissements sont bloqués ou fortement perturbés.
Les premières « épreuves communes de contrôle continu » (également présentées sous l’acronyme E3C) sont organisées à partir du 20 janvier 2020. Elles sont perturbées dans de nombreux établissements. Ces épreuves sont également décriées car des fuites de sujets ont eu lieu dans plusieurs établissements, provoquant une inégalité manifeste entre les élèves.

### Réaction gouvernementale
Le quotidien Libération indique que le syndicat Avenir Lycéen est une structure « créée fin 2018 et pilotée depuis la rue de Grenelle pour servir les intérêts du ministère et contrecarrer la mobilisation contre la réforme du bac ».

## Évolution

### Généralités
L'inspection générale de l'Éducation, du sport et de la recherche (IGESR) estime dans une note transmise le 27 février 2020 que la réforme du lycée pose un problème fondamental, celui de la « confusion entre la logique de la certification (baccalauréat) et la logique de la formation (notes balises), qui devrait être au cœur de la réforme : le poids effectif ou présumé des E3C déséquilibre l’ensemble, au détriment de la formation ». Toujours selon l'inspection générale, les élèves se plaignent d'une pression constante de l'évaluation, et les familles regrettent une complexité excessive de la réforme.
Un « comité de suivi de la réforme du lycée » doit réfléchir à des propositions de simplification de la réforme.

### Adaptation de la session 2021
Les E3C sont renommées épreuves communes (EC).
En raison de la crise de la Covid-19, les sessions des EC de première et terminale sont annulées et remplacées par la prise en compte des moyennes annuelles. Les élèves de premières n'ont donc passé que les épreuves anticipées de Français, ceux de terminale que les épreuves de philosophie et le grand oral.

### Évolution pour la session 2023 prévue en 2021
Une évaluation de la première session des nouvelles modalités du bac s'est déroulée le 22 juin 2021 entre les différents partenaires. À la suite de celle-ci, le principe des EC est définitivement abandonné et des ajustements ont été annoncés.
Les différentes matières sont maintenant évaluées soit intégralement au contrôle continu soit font l'objet uniquement d'une épreuve terminale (plus de prise en compte de la philosophie ou des 2 spécialités de terminale dans le contrôle continu). La répartition entre les deux banques est inchangée (contrôle continu : 40 %, épreuves terminales : 60 %), mais le contrôle continu est adapté sur les points suivants :
- suppression de la prise en compte de la moyenne générale du bulletin scolaire ;
- introduction de l'EMC avec un coefficient 2 ;
- la spécialité abandonnée en fin de classe de première passe d'un coefficient 5 à un coefficient 8 ;
- les matières évaluées en contrôle continu (LVA, LVB, EPS, HG, ES) sont affectées d'un coefficient 6.

La portée des options est modifiée : elles n'étaient prises en compte antérieurement que dans le bulletin scolaire sauf pour le latin et le grec ancien dont les points au-dessus de la moyenne étaient également ajoutés comme points bonus avec un coefficient 3. Toutes les options sont maintenant considérées comme matières supplémentaires évaluées au contrôle continu, avec un coefficient additionnel de 4 pour celles suivies en première et terminale et de 2 pour celles suivies uniquement en terminale, le total des coefficients, initialement de 100, est donc augmenté en fonction des options suivies.

### Adaptation de la session 2022
La session 2022 est organisée suivant un mode hybride : évaluation suivant les modalités initiales pour l'année de première et suivant celles de la session 2023 pour l'année de terminale, avec les adaptations suivantes :
- seule la moyenne générale du livret scolaire de première est prise en compte avec un coefficient 5, les moyennes des options attribuées en première interviennent uniquement dans le calcul de celle-ci ;
- l'évaluation d'EMC, distinguée seulement sur le livret de terminale, a un coefficient de 1 ;
- la spécialité suivie seulement en première reste au coefficient 5 ;
- les autres matières suivies sur 2 ans ont un coefficient correspondant à la somme de ceux pour chacune des deux années (EPS et ES : 5 ; LVA, LVB et HG : 6,33)
- les moyennes de terminale des options sont prises en compte avec un coefficient additionnel de 2, qu'elles soient suivies depuis la première ou non.

Pour les candidats se présentant à titre individuel, les épreuves faisant l'objet d'épreuves terminales sont évaluées avec les mêmes coefficients (pour un total de 60), mais les coefficients suivants sont appliqués aux enseignements obligatoires ne faisant pas l'objet d'épreuves terminales (pour un total de 40) :
- enseignement de spécialité de 1re : coefficient 6,5 ;

- histoire-géographie : coefficient 6,5 ;
- langue vivante A : coefficient 6,5 ;
- langue vivante B : coefficient 6,5 ;
- enseignement scientifique (voie générale) ou mathématiques (voie technologique) : coefficient 6,5 ;
- éducation physique et sportive : coefficient 6,5 ;
- enseignement moral et civique : coefficient 1.

Les candidats individuels peuvent également présenter jusqu'à deux enseignements optionnels, pouvant être complétés de celui de Langue et Culture de l'Antiquité en voie générale. Chaque enseignement optionnel étant évalué avec un coefficient 2.

## Conséquences et critiques
La réforme du lycée a engendré de nouvelles disciplines et également des redistributions des enseignements entre certains professeurs, qui suivent pour certains davantage de classes qu'auparavant. Les classes elles aussi, dont les élèves peuvent avoir plusieurs spécialisations, ont davantage de professeurs différents qu'auparavant (de 18 en moyenne à 30).
Par ailleurs, les choix de spécialités ne sont pas tous possibles dans tous les établissements et cela peut créer des inégalités d'accès selon les territoires, y compris dans certains lycées pour les spécialités « de base ».
Les choix des lycéens dès la mise en place de ce nouveau système se sont déclinés en un grand nombre d'assemblements entre les trois spécialités à choisir en classe de première — plus de 400 compositions différentes à l'échelle nationale. Les spécialités les plus choisies en 2020 sont les « mathématiques, sciences économiques et sociales [SES], physique-chimie, sciences de la vie et de la terre (SVT), histoire-géographie », qui avaient beaucoup de poids dans le lycée d'avant la réforme. Par ailleurs, les sept spécialités artistiques, même si elles sont dans leur ensemble choisies par moins d'un lycéen sur 100, recrutent plus de lycéens qu'avant la réforme si on les compare avec les lycéens qui choisissaient le baccalauréat littéraire (L), auquel elles étaient fortement affiliées. La spécialité attirant le moins en 2020 est langue et culture de l’Antiquité (LCA). Malgré un certain investissement de l’Éducation nationale pour la formation des enseignants en amont, la spécialité numérique et science informatique (NSI) recrute seulement 9,8 % de lycéens.
L'enseignement des mathématiques, devenu une spécialité avec cette réforme, est un choix du lycéen parmi d'autres ; il connaît une baisse marquée en terminale dès 2020, dans un contexte où cette discipline reste prégnante pour accéder aux études scientifiques, qui la requièrent souvent. Différents groupes d'enseignants et des sociétés savantes expriment leur inquiétude à ce propos ; le mathématicien Cédric Villani, qui avait également fait un rapport sur l'enseignement des mathématiques quelques années auparavant, parle d'une « mise en place [...] ratée »,. Avant la réforme, 90 % des lycéens de terminale étudiaient les mathématiques, le taux est passé à 59 % en 2020, avec une diminution encore plus conséquente chez les filles que chez les garçons,. Du fait des choix possibles et faits par les élèves, malgré la possibilité d'un enseignement optionnel en mathématiques si l'on a choisi d'autres spécialités, environ 40 % de lycéens n'ont plus de cours de maths dédiés en terminale. De plus, au sein de la filière générale, les comparaisons statistiques entre les choix des lycéens de série scientifique (S) auparavant et ceux ayant choisi la spécialité mathématiques indiquent que si, en 2020, 62,4 % des garçons étudiaient les mathématiques en terminale, ils ne sont plus que 49,7 % en 2021 ; taux qui passent pour les filles de 43,6 % en 2020 à 24,4 % en 2021 — et environ 35 % en 1995, avec globalement une croissance jusqu'en 2020. De plus, la baisse du nombre de filles étudiant les mathématiques en terminale et leur redistribution sur d'autres spécialités peut les engager ensuite dans des cursus étudiants moins scientifiques et techniques, plus littéraires et sociaux — certaines filières d'études déjà très féminisées —, avec plus tard des métiers moins bien rémunérés que ceux liés à certains domaines scientifiques. Enfin, les statistiques du ministère de l’Éducation nationale indiquent que « plus l’origine sociale d’un élève est favorisée, plus il est susceptible de faire des maths ».